# Canton de Lyon-VII
Le canton de Lyon-VII est une ancienne division administrative française, située dans le département du Rhône en région Rhône-Alpes.

## Composition
Le canton de Lyon-VII correspondait à la partie méridionale du 6e arrondissement de Lyon, au sud des rues de Sèze, Curie, Juliette Récamier et des Émeraudes. Il comprenait le quartier de Bellecombe et la partie sud du quartier des Brotteaux.

## Histoire

### Conseillers généraux de l'ancien canton de La Guillotière (de 1843 à 1854)
Le canton de La Guillotière est créé par la loi du 24 juillet 1843.
En 1852 (décret du 24 mars 1852),quatre communes de l'Isère sont rattachées au canton de La Guillotière : Villeurbanne, Vaux, Bron et Vénissieux.
Par le même décret, les communes de Vaise, La Guillotière et La Croix-Rousse sont rattachées à Lyon. Lyon passe de 3 à 5 arrondissements.
En 1854 (loi du 22 juin 1854), sont créés :
- le Canton de Villeurbanne
- le Canton de Lyon-VII

Le canton de La Guillotière disparaît. 
| Période                                  | Période          | Identité                          | Étiquette              | Qualité |
| ---------------------------------------- | ---------------- | --------------------------------- | ---------------------- | --- |
| Les données manquantes sont à compléter. |                  |                                   |                        | |
| 1843                                     | 1844 (démission) | Jean-Jacques Desprez              | Majorité ministérielle | Avocat à la Cour royale de Lyon Député (1845-1848)                                                                                                  |
| 1844                                     | 1848             | Jacques Bernard (1795-1890)       | Orléaniste             | Négociant, collectionneur d’art, fondateur de musée Maire de La Guillotière (1840-1848) Conseiller municipal de Lyon (1852-1870)                    |
| 1848                                     | 1852             | Jean-Baptiste Grinand (1814-1885) | Républicain            | Propriétaire, tisseur, devenu instituteur et herboriste Conseiller municipal de Lyon Elu en 1871 dans le Canton de Lyon-VIII                        |
| 1852                                     | 1854             | François Barthélemy Arlès-Dufour  | Saint-simonien         | Négociant, commissionnaire en soieries ancien adjoint au Maire de Lyon Ancien conseiller municipal de La Guillotière Cofondateur du Crédit Lyonnais |

Créé par une loi du 6 juillet 1862, le canton de Lyon 8 est renommé Lyon-VII par le décret du 28 février 2000.
Il disparaît le 1er janvier 2015 avec la création de la métropole de Lyon.

## Représentation

### Conseillers généraux de 1862 à 2015
| Période                                  | Période          | Identité                          | Étiquette              | Qualité |
| ---------------------------------------- | ---------------- | --------------------------------- | ---------------------- | --- |
| Les données manquantes sont à compléter. |                  |                                   |                        | |
| 1862                                     | 1870             | François Varambon                 | Républicain            | Avocat à Lyon Député (1876-1883) Conseiller municipal de Lyon Elu en 1874 dans le Canton de Villeurbanne                                   |
| 1871                                     | 1874             | Jean Baptiste Grinand (1814-1885) | Républicain Babouviste | Propriétaire, tisseur, devenu instituteur et herboriste Conseiller municipal de Lyon Ancien conseiller général du Canton de La Guillotière |
| 1874                                     | 1876 (démission) | Melchior François Crestin         | Républicain            | Médecin, grande-rue de La Guillotière à Lyon                                                                                               |
| 1876                                     | 1883 (démission) | Adolphe Bonnoit                   | Républicain            | Directeur d'école à Lyon |
| 1883                                     | 1892             | Claudius Guichard                 | Républicain            | Compositeur typographe puis imprimeur Député (1890-1895) Ancien conseiller municipal de La Guillotière Adjoint au maire de Lyon            |
| 1892                                     | 1893 (démission) | François Masson                   | Rad.                   | Docteur en médecine Député (1893-1898) Conseiller municipal de Lyon                                                                        |
| 1894                                     | 1919             | Paul Cazeneuve                    | Rad.                   | Pharmacien Député (1902-1909) Sénateur (1909-1920) Président du conseil général (1901-1920)                                                |
| 1919                                     | 1922             | Victor Darme                      | SFIO                   | Président du Syndicat des employés de tramway Adjoint au maire de Lyon Député (1924-1928)                                                  |
| 1922                                     | 1934             | Julien Barbero                    | Rad.                   | Pharmacien Député (1932-1936) Adjoint au maire du 6ème arrondissement de Lyon (1908-1935)                                                  |
| 1934                                     | 1940             | Pierre Burgeot                    | FR                     | Député (1936-1940) Conseiller municipal de Lyon (1935-1948)                                                                                |
|                                          |                  |                                   |                        | |
| 1945                                     | 1976 (décès)     | Louis Pradel                      | Républicain            | Maire de Lyon (1957-1976), ancien conseiller général du canton du Bois-d'Oingt                                                             |
| 1977                                     | 1998             | Yves Bruyas                       | CNIP puis DVD          | Vice-president du conseil general Conseiller municipal de Lyon Conseiller de la Communauté urbaine de Lyon                                 |
| 1998                                     | 2014             | Mme Dominique Nachury             | UDF puis UMP           | Maire du 6e arrondissement (1995-2001) Vice-présidente du conseil général Députée du Rhône (2012-2017)                                     |

### Conseillers d'arrondissement (de 1862 à 1940)
| Période                                  | Période             | Identité                          | Étiquette           | Qualité |
| ---------------------------------------- | ------------------- | --------------------------------- | ------------------- | --- |
| 1862                                     | 1876                |                                   |                     | |
| 28 mai 1876                              | 1880                | Antoine Filleron                  | Radical-socialiste  | Tailleur rue Villeroy, Secrétaire du groupe matérialiste "Ni Dieu, ni Maître", secrétaire des écoles libres laïques |
| 1880                                     | 1886                | Jean-Jacques Bernelin (1848-1898) | Républicain         | Architecte |
| 1886                                     | 4 avr. 1887 (décès) | Jean Philippe Anstett (1831-1887) | Opportuniste        | Professeur d'allemand à Lyon                                                                                        |
| 1887                                     | 1892                |                                   |                     | |
| 1892                                     | 1895                | Pierre Bavoux                     | POF                 | Cheminot |
| 1895                                     | 1907                | Jules Brunard                     | Républicain radical | Serrurier (ouvrier puis entrepreneur) à Lyon, adjoint au maire du 3ème arrondissement, député (1902-1910)           |
| 1907                                     | 1913 (décès)        | Jean Marie Bataille               | Radical             | Adjoint au maire de Lyon                                                                                            |
| 1913                                     | 1919                | Louis Antoine Dansard             | Radical             | Industriel et négociant à Lyon                                                                                      |
| 1919                                     | 1931                | M. Beaulieu                       | SFIO                | |
| 1931                                     | 1934 (décès)        | Honoré Clavel (1871-1934)         | Radical             | Industriel à Villeurbanne, conseiller municipal de Lyon                                                             |
| 1934                                     | 1937                | Edmond Blaessinger                | Républicain modéré  | Bibliothécaire à l'école militaire du service de santé de Lyon                                                      |
| 1937                                     | 1940                | Antoine Rivière                   | Radical             | Agent de change, conseiller municipal de Lyon                                                                       |
| 1940                                     |                     |                                   |                     | Les conseils d'arrondissement ont été suspendus par la loi du 12 octobre 1940 et n'ont jamais été réactivés         |
| Les données manquantes sont à compléter. |                     |                                   |                     | |

## Évolution démographique
| 2006   | 2011   | 2012   |
| ------ | ------ | ------ |
| 26 225 | 25 139 | 25 560 |